# Un Noël plein d'espoir
Un Noël plein d'espoir (Christmas Comes Home to Canaan) est un téléfilm de Noël américain réalisé par Neill Fearnley et diffusé le 17 décembre 2011 sur Hallmark Channel.
C'est la suite du téléfilm Au nom de l'amitié (Christmas in Canaan), diffusé en décembre 2009.

## Fiche technique
- Titre original : Christmas Comes Home to Canaan
- Réalisation : Neill Fearnley
- Scénario : Donald Davenport, d'après un livre de Donald Davenport et Kenny Rogers
- Durée : 86 minutes
- Pays : États-Unis

## Distribution
- Billy Ray Cyrus : Daniel Burton
- Gina Holden : Briony Adair
- Emily Tennant : Sarah
- Matt Ward : Rodney
- Liam James : Bobber Burton
- Jacob Blair : DJ
- Julian Christopher (en) : Shoup
- Malcolm Stewart (en) : Docteur Marcus Hanson
- Forbes Angus : Dave
- Neill Fearnley : Clark